# Hope Marie Carlton
Hope Marie Carlton (* 3. März 1966 in Riverhead, New York als Hope Marie Rizzitano) ist eine US-amerikanische ehemalige Schauspielerin, Reality-TV-Teilnehmerin und Playmate.

## Leben
Carlton wurde am 3. März 1966 in Riverhead auf Long Island als Tochter von Marie und Carmine Rizzitano geboren. Ihre Mutter war Bodybuilderin und Model und betrieb ein Fitnessstudio, ihr Vater stammt ursprünglich aus Sizilien und arbeitete als Fahrer von Lastkraftwagen. Mit 13 Jahren begann sie zu modeln. Während ihrer Zeit an der High School fand sie ihre Liebe zum Pferdesport. Bekanntheit erlangte sie im Juli 1985, als sie „Playmate des Monats“ im Playboy wurde. Zum Zeitpunkt ihres Playmate-Shootings strebte sie nach sechs Monaten Flugunterricht ihren Pilotenschein an. 1990 gewann sie den Miss Miller Lite Bikini-Wettbewerb. Am 14. September 1991 heiratete sie Robert „Rob“ Keith Levin, im Februar 1997 kam ein gemeinsames Kind zur Welt, im Jahr 2007 erfolgte die Scheidung. Gemeinsam mit ihrem Ex-Ehemann ist sie Besitzerin des Resorts Sorrel River Ranch in Moab, im US-Bundesstaat Utah. Seit März 2009 lebt sie im US-Bundesstaat Colorado.
Carlton wirkte wenige Jahre nach ihrem Shooting für den Playboy in verschiedenen Serien und Filmproduktionen als Schauspielerin mit. 1987 übernahm sie im Actionfilm Hard Ticket to Hawaii eine der weiblichen Hauptrollen als Taryn. Dieselbe Rolle mimte sie erneut 1988 in Hawaii Connection und 1989 in Heiße Girls und scharfe Schüsse. 1989 wirkte sie im Musikvideo zum Lied Give Me the Keys (And I'll Drive You Crazy) der Gruppe Huey Lewis & the News mit. Nach ihrer Tätigkeit als Fotomodel für den Playboy wirkte sie in verschiedenen Dokumentationen über das Magazin mit. 1990 war sie in fünf Episoden der Reality-TV-Serie Family Feud zu sehen. Zu Beginn der 1990er versuchte sie sich als sogenannte Scream-Queen unter anderen in den Horrorfilmen Ghoulies III und Slumber Party Massacre III. Der Charakter der Stiletto im Computerspiel Noctropolis von 1994 basiert auf ihrem Aussehen. Als Schauspielerin wirkte sie zuletzt in der Fernsehserie Hotel Erotica in zwei Episoden in jeweils verschiedener Rolle mit.

## Filmografie (Auswahl)
- 1987: Das A-Team (The A-Team, Fernsehserie, Episode 5x13)
- 1987: Hard Ticket to Hawaii
- 1987: Lenny’s turbulenter Sommer (Terminal Exposure)
- 1987: Slaughterhouse – Ein Horror-Trip ins Jenseits (Slaughterhouse Rock)
- 1988: Eine schrecklich nette Familie (Married… with Children, Fernsehserie, Episode 2x18)
- 1988: Hawaii Connection (Picasso Trigger)
- 1988: Nightmare on Elm Street 4 (A Nightmare on Elm Street 4: The Dream Master)
- 1988: L.A. Law – Staranwälte, Tricks, Prozesse (L.A. Law, Fernsehserie, Episode 3x01)
- 1989: Baywatch – Die Rettungsschwimmer von Malibu: Pilot (Baywatch: Panic at Malibu Pier, Fernsehfilm)
- 1989: Charles in Charge (Fernsehserie, Episode 4x14)
- 1989: Die Uni meiner Träume (How I Got Into College)
- 1989: It Had to Be You
- 1989: Heiße Girls und scharfe Schüsse (Savage Beach)
- 1990: Zurück in die Vergangenheit (Quantum Leap, Fernsehserie, Episode 2x12)
- 1990: Baywatch – Die Rettungsschwimmer von Malibu (Baywatch, Fernsehserie, 2 Episoden, verschiedene Rollen)
- 1990: Atemloser Sommer (Side Out)
- 1990: Ghoulies III (Ghoulies III: Ghoulies Go to College)
- 1990: Slumber Party Massacre III
- 1990: The New Adam-12 (Fernsehserie, Episode 1x04)
- 1991: Verducci & Sohn (Top of the Heap, Fernsehserie, Episode 1x03)
- 1991: Bloodchamp (Bloodmatch)
- 1992: Round Numbers – Vier kriegen die Kurve (Round Numbers)
- 1994: The Stand: Das letzte Gefecht (The Stand, Miniserie, Episode 1x01)
- 2003: Hotel Erotica (Fernsehserie, 2 Episoden, verschiedene Rollen)